# Hernani (Guipuscoa)
Pour les articles homonymes, voir Hernani (homonymie).
Hernani est une commune du Guipuscoa dans la communauté autonome du Pays basque en Espagne.

La municipalité fait partie de l'Eurocité basque Bayonne - San Sebastian.

## Histoire
Pendant le Haut Moyen Âge, le territoire qui formera la province du Guipuscoa était divisé en vallées et Hernani était l'une d'elles. La vallée d'Hernani anciennement s'étendait sur tout le territoire, y compris entre les cours inférieurs des rivières Urumea et Oria. Elle comprenait sur son territoire les actuelles villes de Saint-Sébastien, Hernani, Lasarte-Oria, Usurbil, Urnieta et Orio.
Les premières mentions écrites relatives à la vallée d'Hernani remontent à un document des votes du comte castillan Fernán González pour le monastère de San Millán de la Cogolla qui est daté durant l'année 938, mais dont on croit qu'il date du XIIIe siècle. Daté à la fin du XIIe siècle, le document de donation du Monastère de Saint-Sébastien au monastère de Leyre en Navarre par le roi navarrais Sanche le Savant dit le Sage, où on indique que ce monastère de Saint-Sébastien se trouvait sur les bords d'Hernani.

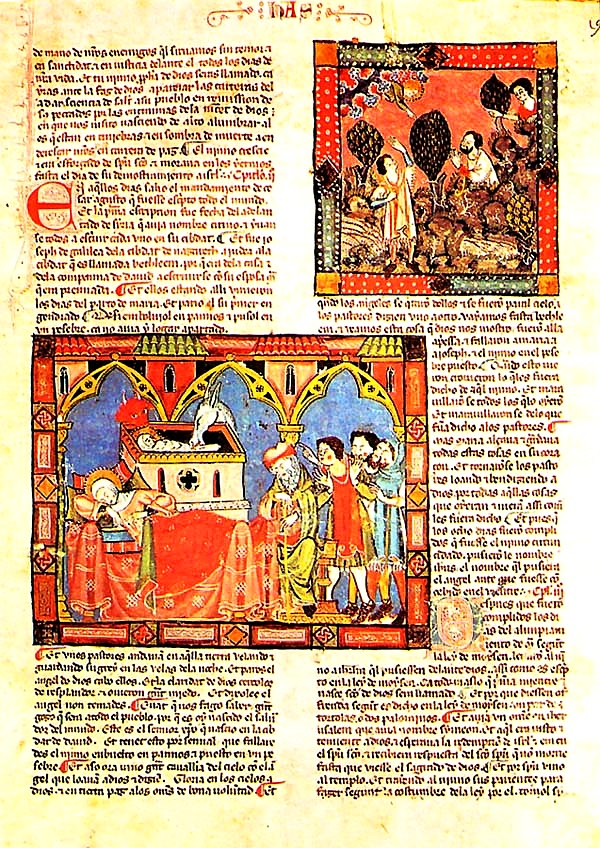
Alphonse X le Sage. Manuscrit de la bibliothèque de l'Excorial.

Quand ce roi navarrais créera la ville de Saint-Sébastien vers 1180, le territoire de la vallée d'Hernani a été compris dans la juridiction de nouvelle ville.
On ne connait pas la date de la fondation de la ville d'Hernani puisqu'on n'a pas conservé la lettre de fondation de cette ville. Certains estiment que la fondation de la ville s'est produite pendant le règne du roi castillan Alfonso X le Sage, dans la seconde moitié du XIIIe siècle, puisque ce roi a créé un réseau de villes stratégiques le long des routes qui unissaient la côte avec l'intérieur du Gipuzkoa et Hernani a pu être une de ces localités stratégiques. D'autres retardent la fondation de la ville jusqu'à la fin du XIVe siècle en établissant comme date 1379, puisqu'un document du XVe siècle mentionne un accord entre les conseils d'Hernani et de Saint-Sébastien pour l'utilisation des montagnes de la vallée de l'Urumea qui s'est produit en 1379, ce qui sous-entend qu'à cette date Hernani était déjà constituée en villa.
La ville d'Hernani étendait sa juridiction seulement sur la partie de l'ancienne vallée. Perdait toute la bande côtière et plus basse vallée de l'Urumea qui a continué à faire partie de Saint-Sébastien. ainsi la zone la plus occidentale, dans la vallée de l'Oria, qui s'est transformé en villa d'Usúrbil en 1371. Sa limite occidentale a continué à être la rivière Oria, mais au contraire, sa limite orientale n'a pas été marquée mais les montagnes qui séparaient la vallée de l'Urumea de ceux de l'Oiartzun, en étendant la ville sur la rive droite de cette rivière. On croit que l'emplacement de la ville d'Hernani, dans un coteau à 42 mètres d'altitude qui domine la rive gauche de la rivière Urumea et située à son tour aux pieds de la montagne Santa Bárbara, correspondait à la situation du primitif bourg principal de la vallée. Cet ancien noyau était entouré de parois et possédait plusieurs entrées (dont une survit seulement dans la rue Felipe Sagarna Sapa). En principe il possédait deux rues le long de la ruet (la Rueprincipale-Kale Nagusia et la rue Kardaberaz), qui étaient traversées par une rue perpendiculaire (rus Nafar et sa prolongation Felipe Sagarna Sapa).
Les premiers décrets municipaux sont de 1542, copie des décrets disparus de 1512 pendant une invasion de l'armée française. Les invasions et les destructions de la ville tout au long de son histoire sont nombreuses: les guerres des bandes (banderizas) médiévales, les invasions françaises aux XVIIe, XVIIIe et XIXe siècles, ainsi que les harcèlements qu'elle a dû endurer pendant les Guerres Carlistes et la Guerre Civile espagnole de 1936.
En 1986 un historique quartier d'Hernani situé s'est produit le détachement de Lasarte, dans la vallée de l'Oria, qui avait crû à son tour obtenir le statut de villa.

## Géographie

### Quartiers

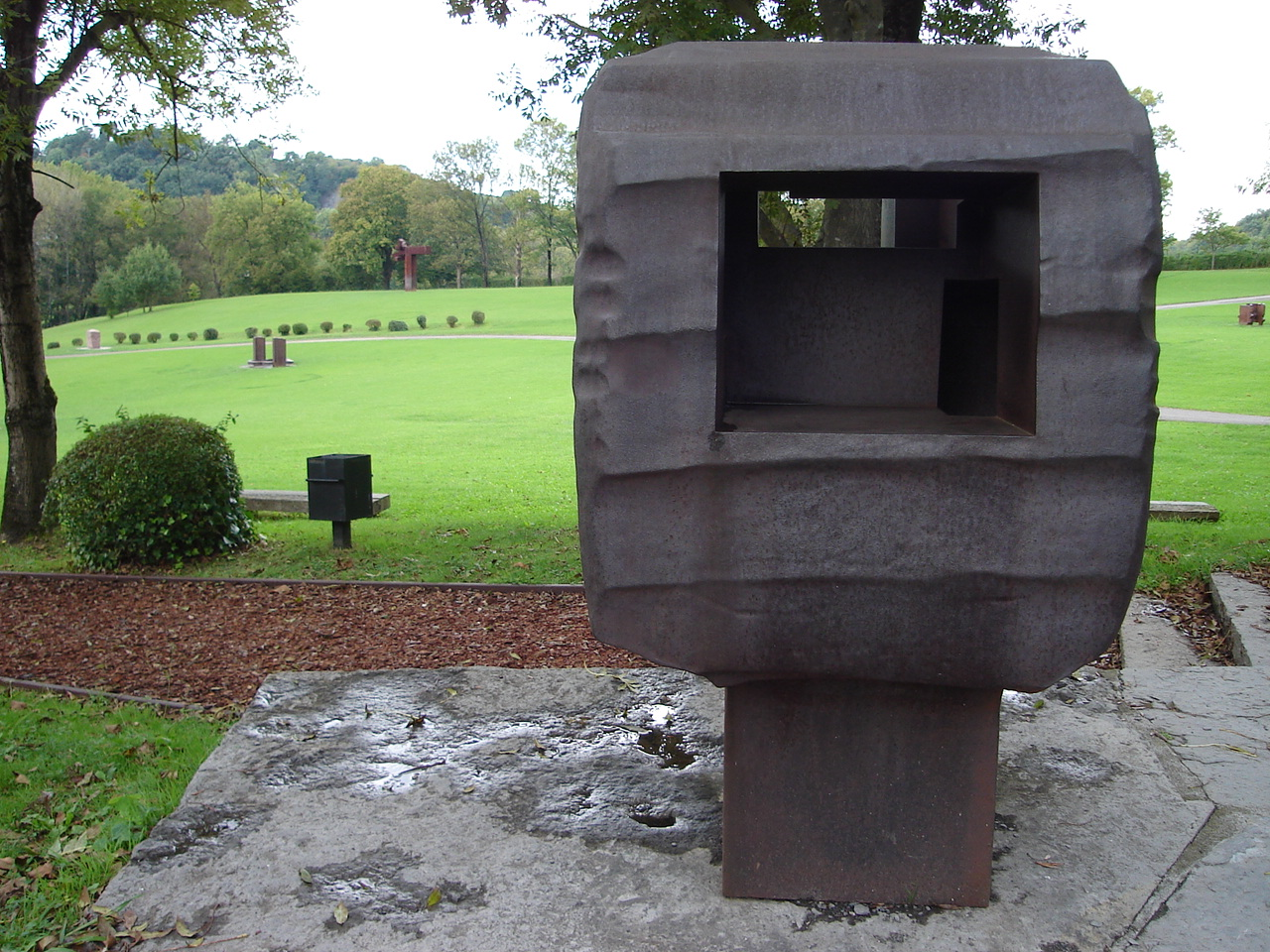
Sculpture d'Eduardo Chillida à Hernani.

Les quartiers d'Hernani sont les suivants :

## Auzoak
| - Akarregi - Antziola - Elizatxo - Epele - Ereñotzu - Etxeberri |  | - Florida - Galarreta - Jauregi - Karabel - Karobieta - Latsunbe |  | - Lizeaga - Mañe i Flaquer - Marieluts - Martindegi - Osinaga - Pagoaga |  | - Portu - Sagastialde - Sagastialdeberri - Santa Barbara - Sorgintxulo - Zikuñaga |

## Économie
La population d'Hernani travaille fondamentalement le secteur services qui donne des emplois à 62 % de la population, l'industrie emploie 26 % des travailleurs et la construction 10 %. Seulement 1 % est actuellement consacré à l'activité agricole. (Données 2001). En 2005 le taux de chômage avoisinait 9 % de la population active, un pourcentage supérieur à celui de la comarque. Le revenu par habitant à Hernani est approximativement entre 85 % et 90 % de la moyenne de revenu du Gipuscoa comme de la comarque de Saint-Sébastien.
Le secteur des services couvre les nécessités d'une population de 18 000 habitants en ce qui concerne le commerce, l'hôtellerie et les services de base sont couverts. Malgré sa proximité avec Saint-Sébastien, Hernani n'est pas une ville-dortoir de la capitale et la plus grande partie de sa population mène à bien sa vie et couvre ses nécessités de base dans la localité elle-même. Pour un certain type de commerce et services plus spécialisés la population va généralement à la capitale toute proche.
Hernani est une localité fortement industrialisée avec quelque 240 sociétés industrielles recensées. Depuis le quartier de Martindegi jusqu'au quartier d'Epele on étend un continu de quelque 5 km formés par des polygones industriels situés le long du rivage de la rivière Urumea (Polygones Landare, Ibaiondo, Zikuñaga, Eziago, Ibarluze, Lastaola et Epele). L'industrie d'Hernani est assez diversifiée. Les entreprises les plus importantes situées à Hernani sont l'Orona coopérative de fabrication et d'assemblage d'élévateurs, qui compte plus de 1500 travailleurs et le vétéran, entreprise de Corbeille à papier de gipuzkoa de Zicuñaga située dans le quartier éponyme. Parmi les industries d'Hernani il faut souligner les nombreuses entreprises de Chimie.

## Patrimoine

### Patrimoine civil
- Maison Consistorial.
- Fort de Santa Barbara.
- Maison-Tour des Gentils (Jentilak) (ou de Portalondo).
- Blanchisserie et source publique de Leoka.
- Porte d'accès à la ville dans le canton de Sapa.

### Patrimoine religieux
- Église Paroissiale de San Juan Bautista.
- Couvent de San Agustín.
- Dolmens d'Igoin-Akola.
- Cromlechs.

## Personnalités liées à la commune
- Juan de Urbieta : soldat d'infanterie qu'a fait prisonnier le roi français François Ier dans la Bataille de Pavie en 1525.
- Gonzalo de Percáiztegui (XVIe siècle) : introducteur de la culture du maïs au Pays Basque.
- Agustín de Cardaberaz (1703-1770) : prêtre, prédicateur et auteur en langue basque.
- Agustín Pascal Iturriaga (1778-1851) : prêtre, pédagogue et auteur.
- Juan Miguel de Orcólaga : (1863-1914) : prêtre et météorologue. Fondateur de l'observatoire météorologique Igueldo et pionnier de cette science au Pays Basque.
- Txirrita (1860-1936) : Bertsolari.
- José García Goldaraz (1893-1973) : Religieux qui a eu entre autres charges celui d'archevêque de Valladolid.
- Florentino Goikoetxea (1898-1980) : Il a été recruté pendant la Seconde Guerre Mondiale pour passer des pilotes alliés abattus en Europe à travers la frontière franco-espagnole et fit partie du réseau appelé Comète. Il a été personnellement un des piliers de ce réseau, en aidant le passage de la frontière a 227 fugitifs. Cela lui a valu après la guerre les plus hautes décorations des gouvernements français et britannique.
- Gabriel Celaya (1911-1991) : poète.
- Bernardino Pérez Elizaran, dit Pasieguito (1925-2002) : joueur de football international et formateur de la Valence CF.
- José María Setién (1928-) : il a été évêque de Saint-Sébastien entre 1979 et 2000, date à laquelle il s'est retiré, étant évêque émérite de ce diocèse. C'est une figure très connue en Espagne, objet de nombreuses polémiques, par ses avis politiques affilié hypothétiquement au nationalisme basque.
- Elías Querejeta (1934-) : producteur, directeur et réalisateur cinématographique. Dans sa jeunesse il a en outre été joueur de la Real Sociedad de Football.
- Empar Pineda Erdozia (1944-), militante féministe et LGBT espagnole.
- Angel Olaran (?) : Missionnaire avec une tâche de missionnaire en Afrique avec plus de 30 années de tâche humanitaire, développe actuellement sa tâche à Wukro (Éthiopie)
- Luis Angel Bollo : cuisinier installé aux États-Unis. Il a été nommé en 2004 meilleur chef de l'année des États-Unis par la revue Esquire.
- Maialen Lujanbio (1976-) : c'est une bertsolari très connue (poète improvisatrice en langue basque). Elle a pris part trois fois au Championnat d'Euskadi (Pays Basque), étant championne du Pays Basque à une occasion.

## Curiosités
- Victor Hugo écrivit une pièce de théâtre nommée Hernani, avec un personnage homonyme. On pense que l'écrivain français a pu être inspiré du nom de cette ville guipuscoanne pour intituler son œuvre, car il a séjourné en Pays basque durant son enfance. Une rue d'Hernani porte son nom.
- El Club Deportivo Hernani a son siège dans cette ville.
- Il existe un titre nobiliaire espagnol dénommé Duché d'Hernani. Son titulaire est Margarita de Borbón y Borbón-Dos Sicilias, sœur du roi Juan Carlos I et fille de Juan de Borbón y Battenberg.